# 天师洞
天师洞位於四川省成都市都江堰市青城山。唐代稱常道觀，是中國道教發祥地之一。相傳，東漢天師張道陵曾布道於此，創立道教。該殿始建於隋代大業年間（稱延慶觀）。現存殿宇為清光緒年間重建，民國初年再次重修。主殿為三皇殿；重檐四廊，氣勢雄偉。大殿內供奉伏羲、神農、軒轅三尊造像，為唐代開元十一年（723年）所雕刻。觀內現存匾額、楹聯及石碑甚多，《大唐開元神武皇帝敕書碑》即是其中最珍貴者。
1980年7月7日以“天师洞大殿及唐碑”列為四川省重新確定公布的第一批省級文物保護單位，包括天師洞大殿及大唐開元神武皇帝敕書碑。2013年3月5日作為青城山古建築群文物點公佈為第七批全國重點文物保護單位。

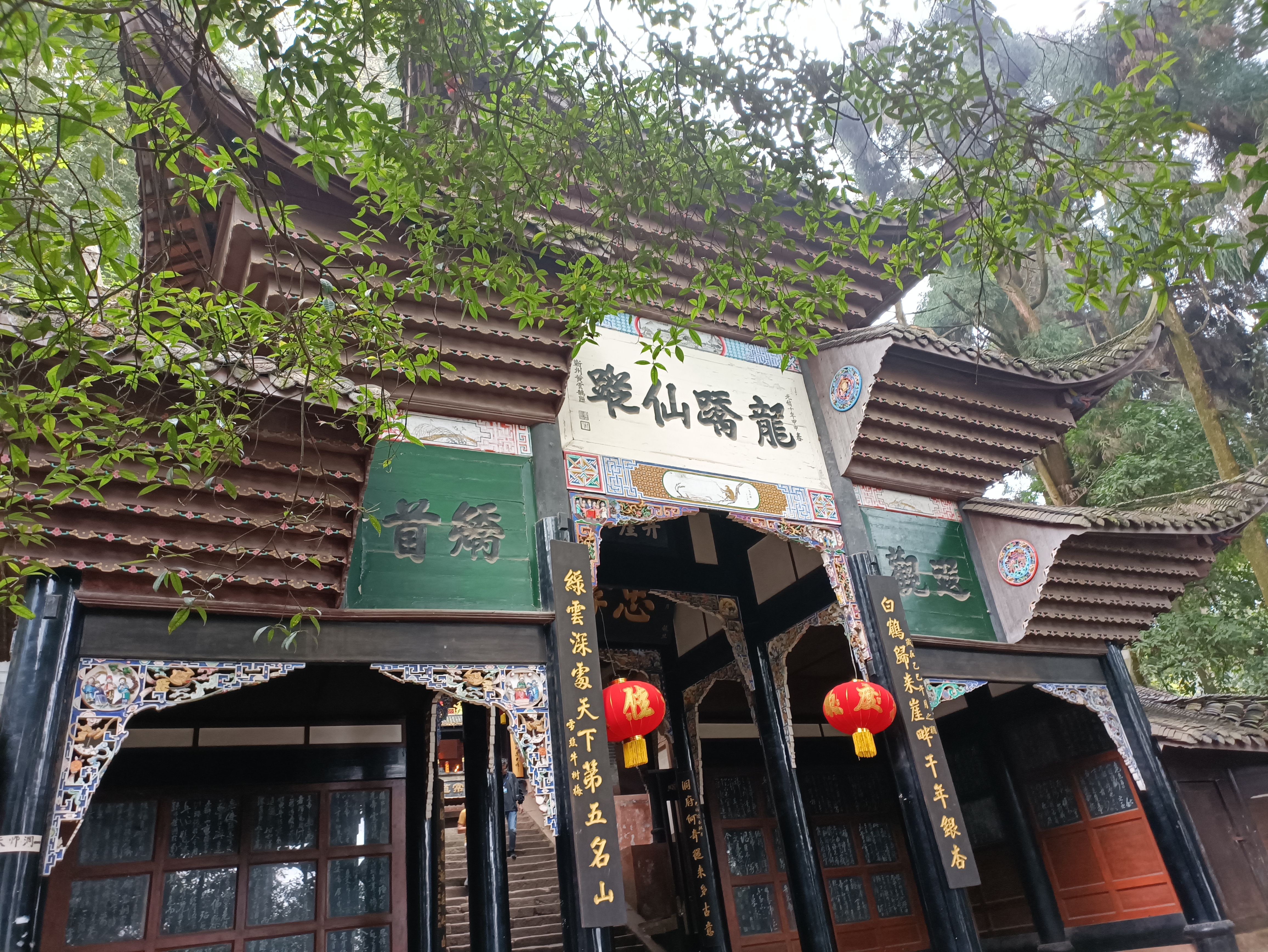
「龙蹻仙踪」牌坊
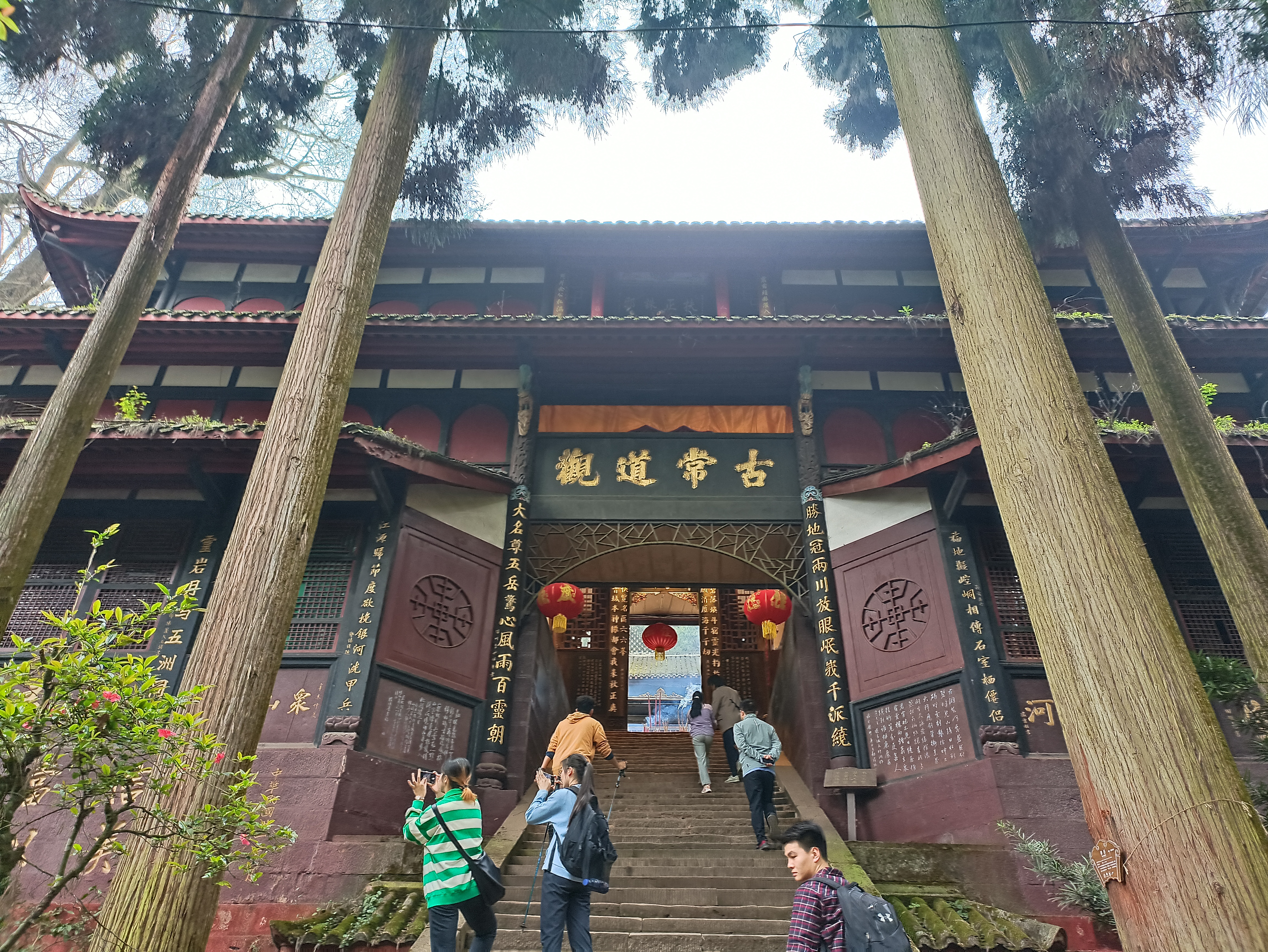
「古常道观」门楼
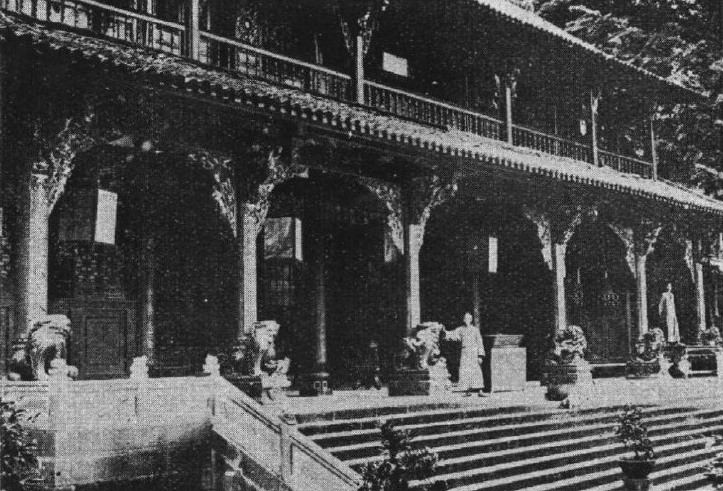
三清殿，摄于1930年代
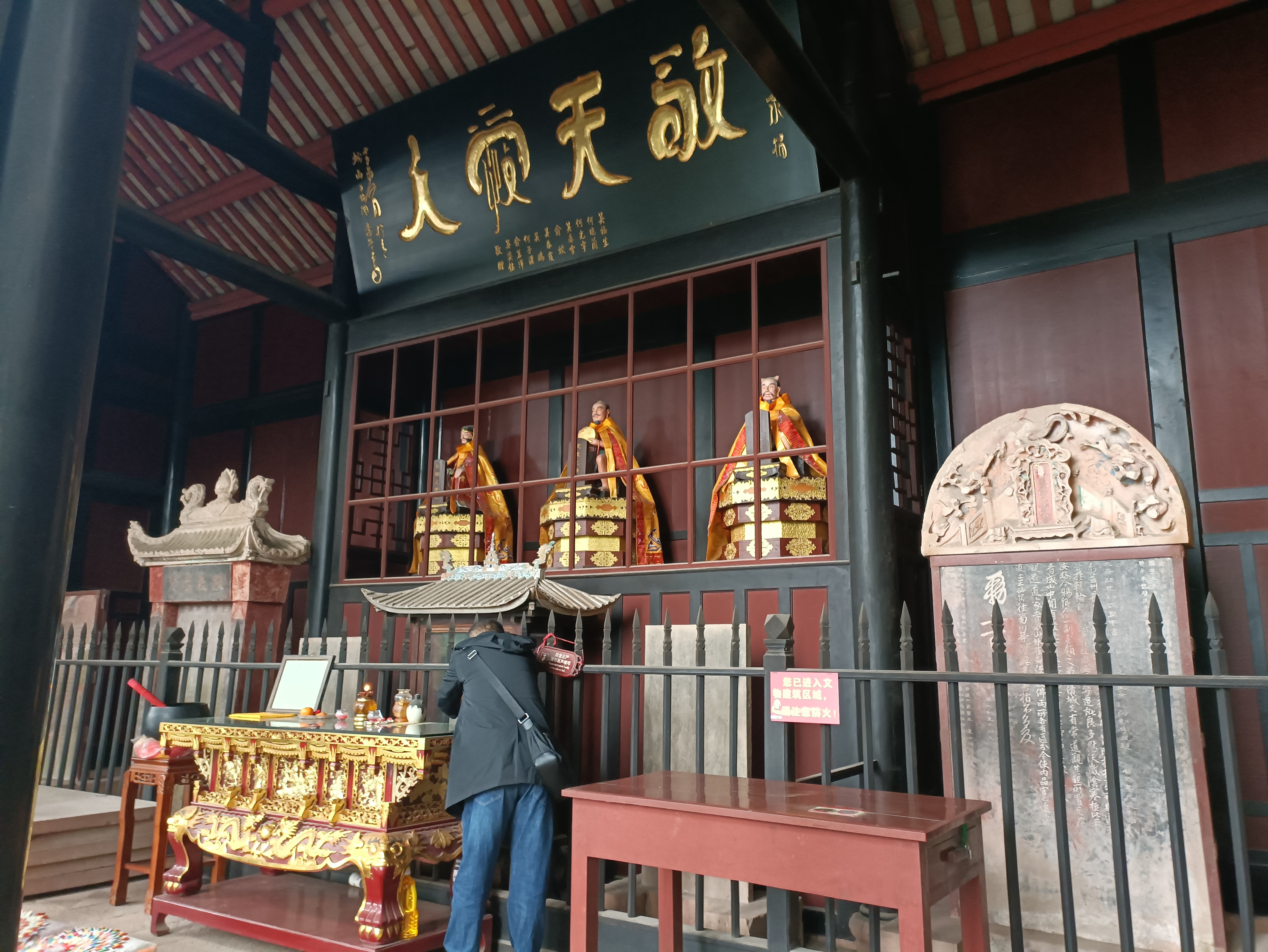
三皇殿
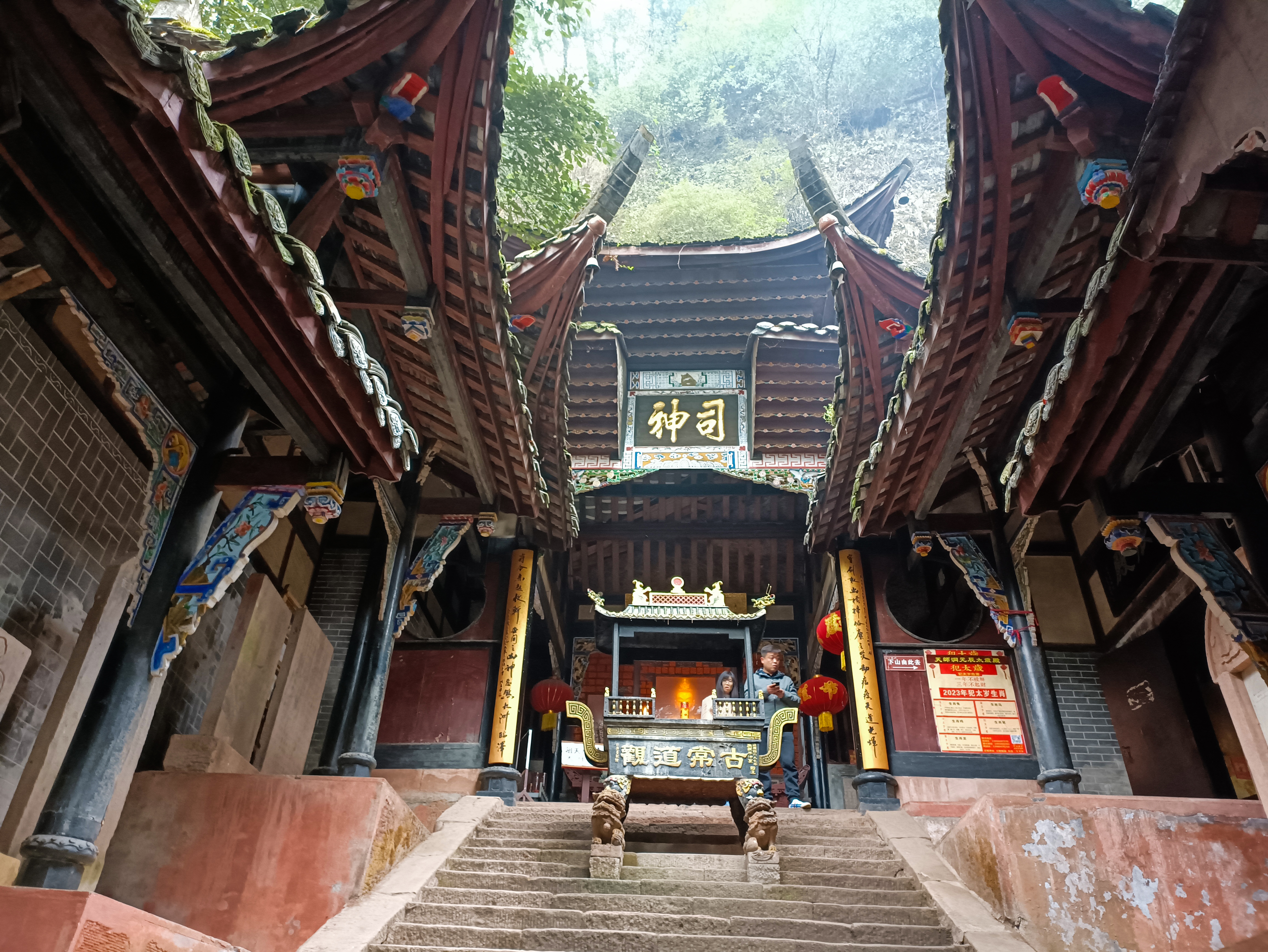
天师殿
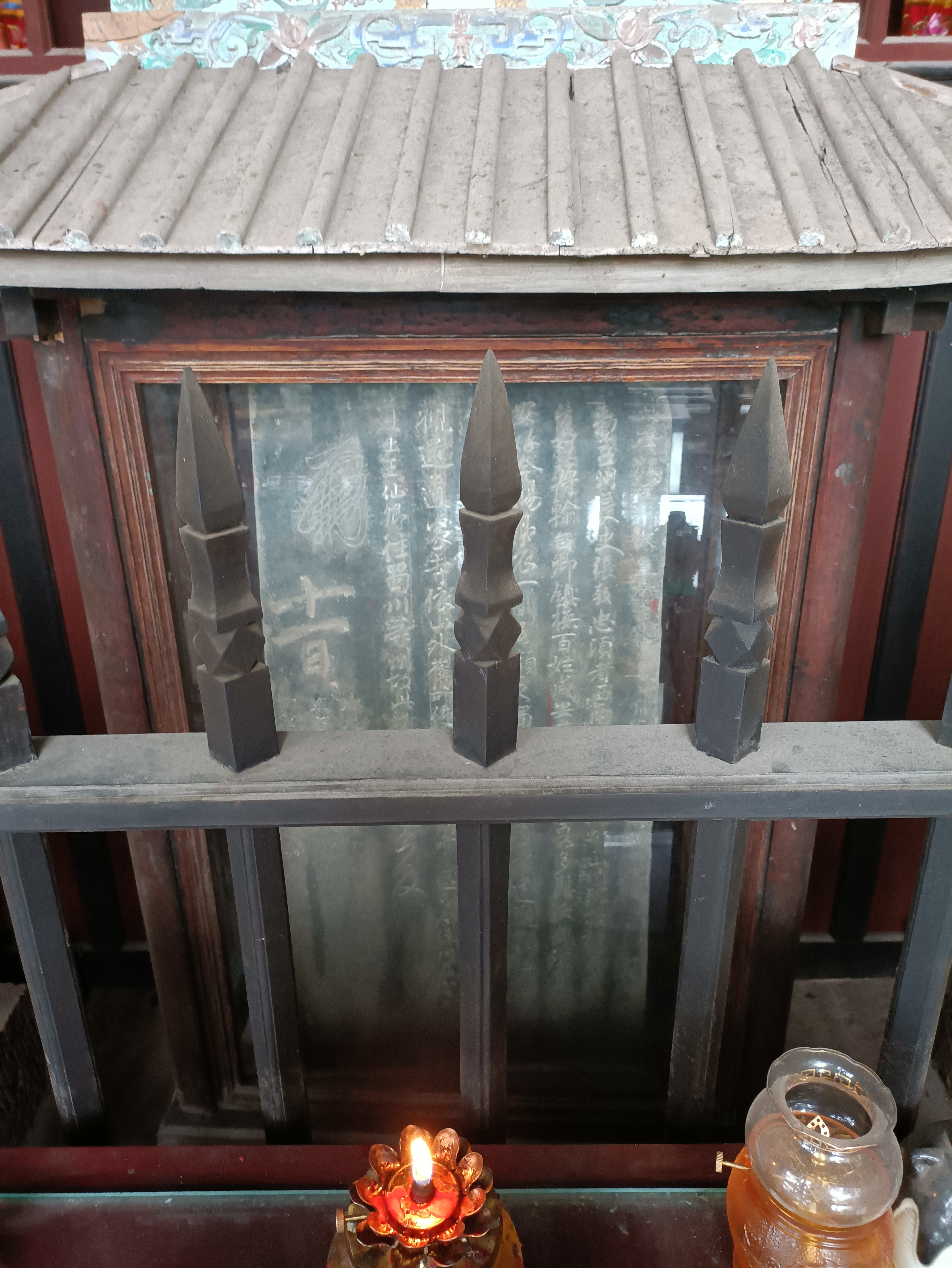
大唐開元神武皇帝敕書碑